# Элейская волость
Э́лейская волость (латыш. Elejas pagasts) — одна из семнадцати территориальных единиц Елгавского края Латвии. Граничит с Вилцской, Лиелплатонской, Платонской и Сесавской волостями своего края и Саткунайским староством Йонишкского района Литвы.
Крупнейшими населёнными пунктами волости являются: Элея (волостной центр), Дауманти, Яунэлея, Бирзитес (Ошениеки), Озолмуйжа, Зизма.
По территории волости протекают реки: Аудруве, Элея, Сидрабе, Вирцава.

## История
На территории нынешней Элейской волости с конца XVI века года находились земли поместья советника Курляндского герцога Г. фон Тизенгауза, принадлежавшие в дальнейшем семьям Беренсов и Медемов.
В 1935 году Элейская волость Елгавского уезда имела площадь 78,9 км². В 1945 году в состав волости входили Элейский и Мейтенский сельские советы. После отмены в 1949 году волостного деления, в 1950 году Элея получила статус рабочего посёлка. В 1954 году Мейтенский и Элейский сельские советы были объединены, при этом часть Элейского сельсовета была передана Лиелплатонскому сельсовету. В 1957 году Элейский сельсовет был присоединён к посёлку Элея как сельская территория, к которой в 1963 году была добавлена территория колхоза «Гайсма» Лиелплатонского сельсовета. В 1977 году часть территории была передана Сесавскому сельсовету.
В 1990 году Элея утратила статус посёлка городского типа и вместе с сельской территорией реорганизована в волость. В 2009 году Элейская волость вошла в состав созданного Елгавского края.